# Andrychów (gmina)
Andrychów est une gmina mixte du powiat de Wadowice, Petite-Pologne, dans le sud de Pologne. Son siège est la ville d'Andrychów, qui se situe environ 13 km à l'ouest de Wadowice et 49 km au sud-ouest de la capitale régionale Cracovie.
La gmina couvre une superficie de 100,6 km2 pour une population de 42 893 habitants.

## Géographie
Outre la ville de Andrychów, la gmina inclut les villages de Brzezinka, Inwałd, Roczyny, Rzyki, Sułkowice, Targanice et Zagórnik.
La gmina borde les gminy de Kęty, Łękawica, Porąbka, Ślemień, Stryszawa et Wieprz.